# Heinrich Eberbach
Pour les articles homonymes, voir Eberbach.
Heinrich Kurt Alfons Willy Eberbach (24 novembre 1895 à Stuttgart - 13 juillet 1992 à Notzingen) est un General der Panzertruppe allemand qui a servi au sein de la Wehrmacht pendant la Seconde Guerre mondiale.
Il a été récipiendaire de la croix de chevalier de la croix de fer avec feuilles de chêne.

## Biographie

### Première Guerre mondiale
Eberbach rejoint le 1er juillet 1914 la 3e compagnie du 180e régiment d'infanterie (de) en tant que porte-drapeau. Le 15 mai 1915, il est muté comme chef de section à la 8e compagnie du 122e régiment de fusiliers (de) et est promu lieutenant dix jours plus tard. Durant l'année  1915, il est blessé à deux reprises en France, et une balle française lui fracasse le nez (en remplacement, une prothèse en caoutchouc lui a été apposée) ; il est ensuite capturé par les Français. En décembre 1916, il est échangé contre un prisonnier français.

En 1918, il est affecté en Palestine. Parlant le turc, il est incorporé dans la 8e armée turque.

### Entre-deux-guerres
Durant les années 1920, Eberbach est officier de la police civile au Wurtemberg et en 1935, il rejoint l'armée allemande. En 1937, il est promu lieutenant-colonel  (Oberstleutnant) et en 1938, il est nommé  commandant du Panzer-Regiment 35, un élément de la nouvelle 4e Panzerdivision sous les ordres du général  (Generalmajor) Georg-Hans Reinhardt à Bamberg.

### Seconde Guerre mondiale
Eberbach participe à l'invasion allemande de la Pologne en septembre 1939 en conduisant son Panzer-Regiment 35 dans les batailles près de Łódź et à Varsovie.
Durant les années 1940, toujours aux commandes du Panzer-Regiment 35, au cours de la Bataille de France, l'Oberst Eberbach soutient le général Hasso von Manteuffel pendant l'offensive à travers la Meuse en Flandre jusqu'à Lyon.
Eberbach est encore aux commandes du Panzer-Regiment 35 au début de juin 1941 au cours de l'invasion de l'Union soviétique, mais il est promu six semaines plus tard, aux commandes de la  5. Panzer-brigade sous les ordres du Generaloberst Heinz Guderian, commandant du XXIV. Panzerkorps. En mars 1942, il est promu commandant général de la 4.Panzer-division à Toula en Russie. Plus tard, il devient commandant du XLVIII. Panzerkorps en activité près de Kiev.

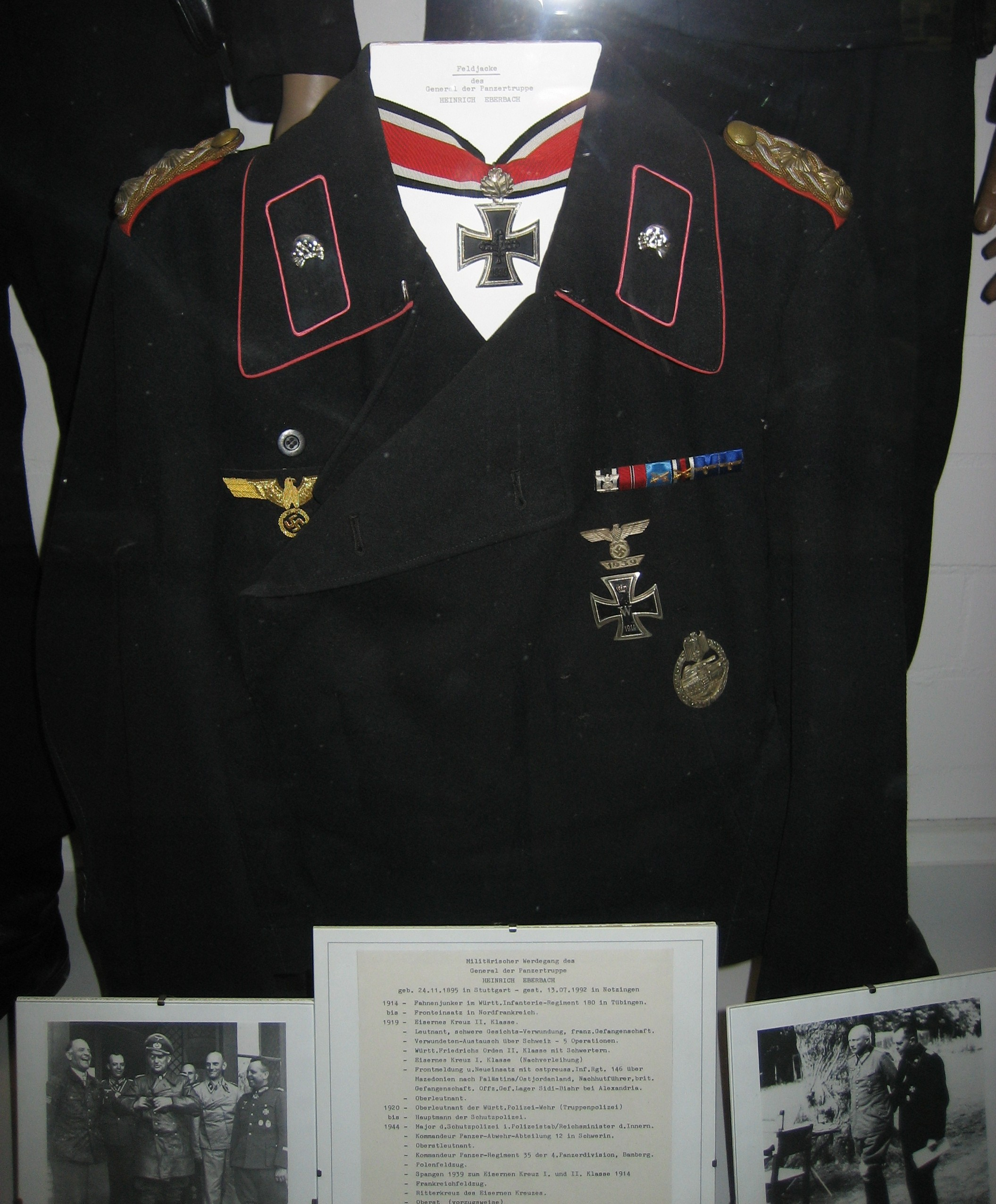
Uniforme de Heinrich Eberbach (au Deutsches Panzermuseum de Munster). En bas à gauche, une photo montre Eberbach à l'extrême droite et le Generalfeldmarschall Walter Model (au centre en train de boutonner sa veste de cuir).

À la fin de novembre 1942, Eberbach est blessé près de Stalingrad et hospitalisé jusqu'en février 1943. Peu après, il devient inspecteur des troupes blindées de l'armée en Allemagne, reçoit la croix de chevalier de la croix de fer et est promu au grade de Generalleutnant (correspondant au grade français de général de division).
En novembre 1943, Eberbach devient commandant du groupe d'armées autour de Nikopol et combat dans les batailles autour de Jitomir en Union soviétique. En décembre, il est atteint d'une maladie du rein et devient, plus tard,  inspecteur des troupes blindées.
Au début de 1944, Eberbach est promu au rang de General der Panzertruppe. Pendant l'invasion de la Normandie, il combat contre les débarquements britanniques le long des plages « Juno » et « Sword ». En juillet, il prend le commandement du Groupe de Panzer Ouest dans la région de Caen et, après une réorganisation de son unité, celle-ci est renommée 5e Panzer Armee. En août, il forme le Panzergruppe Eberbach au sein de la 7e armée lors de sa tentative avortée de reconquérir Avranches. Plus tard, il devient commandant de cette 7e armée.
« Aux environs du 1er août 44, le Général Walter Warlimont, de l'OKW, est arrivé à mon quartier général pour obtenir une vue détaillée de la situation… Je lui ai dit que je considérais l'attaque de Mortain désespérée parce que les forces aériennes de l'ennemi allaient nous arrêter. J'ai ajouté qu'à mon avis, la seule solution envisageable était une retraite immédiate sur une ligne Seine-Yonne. » [Heinrich Eberbach, Groupe Panzer Eberbach et l'encerclement de Falaise, l'armée américaine et du patrimoine: Education Center, Carlisle Barracks, PA, p. 9 et 10.] Poche de Falaise.
Mais, le général Warlimont rejette cette proposition de retraite. Le 31 août, alors qu'il fait une reconnaissance, Eberbach est capturé par les Britanniques à Amiens.

### Après-guerre

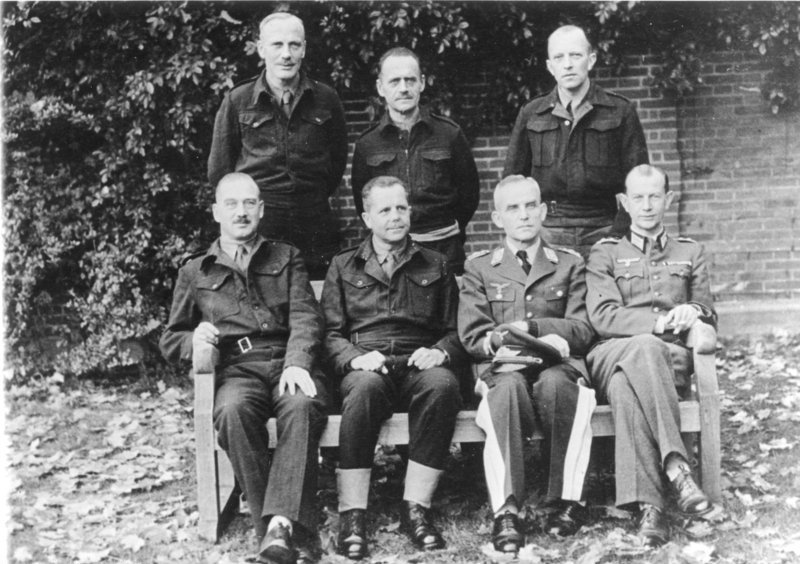
Eberbach (assis, le 2e à partir de la gauche) en détention à Trent Park en novembre 1944.

Jusqu'en 1948, Eberbach est interné en tant que prisonnier de guerre. Peu après, il dirige un organisme de charité protestant. Au début des années 1950, il reprend du service actif comme  conseiller pour la mise en place de la nouvelle armée allemande, la Bundeswehr, qui voit le jour en 1955.

## Promotions
- 1er juillet 1914 : Fahnenjunker
- 25 février 1915 : Leutnant
- 1937 : Oberstleutnant
- 14 août 1940 : Oberst
- 1er janvier 1942 : Generalmajor
- 1er avril 1943 : Generalleutnant
- 1er mai 1944 : General der Panzertruppe

## Décorations
- Croix de fer (1914)
  - 2e classe (12 octobre 1914)[1]
  - 1re classe (4 octobre 1917)[2]
- Insigne des blessés (1918)
  - en Noir
- Ordre de Frédéric 2e Classe avec glaives (10 mai 1917)[2]
- Agrafe de la croix de fer (1939)
  - 2e classe (23 septembre 1939)
  - 1re classe (2 octobre 1939)
- Croix de chevalier de la croix de fer avec feuilles de chêne
  - Croix de chevalier le 4 juillet 1940 en tant que Oberstleutnant et commandant du Panzer-Regiment 35
  - 42e feuilles de chêne le 31 décembre 1941 en tant que Oberst et commandant de la 5. Panzer-Brigade